# Chimie anorganică

Molecula de acid sulfuric, unul dintre cei mai cunoscuți și importanți compuși anorganici

Chimia anorganică este o ramură a chimiei care studiază proprietățile elementelor chimice și a compușilor anorganici (toți compușii chimici formați din aceste elemente, cu excepția celor organici, care sunt subiectul chimiei organice). Interpretarea compușilor anorganici se face cel mai bine prin modele calitative ale mecanicii cuantice. Această ramură are aplicații extrem de diverse în industria chimică, prin studiul catalizatorilor, polimerilor, pigmenților, surfactanților, combustibililor, etc.
Fiind o știință experimentală, informațiile fundamentale despre reactanți, produși de reacție sau mecanismele de reacție sunt obținute prin observații experimentale. Diversele ramuri ale chimiei anorganice (chimia organometalică, chimia polimerilor anorganici, chimia combinațiilor complexe) sunt într-o continuă dezvoltare. Chimia anorganică are în sfera de studiu reacțiile chimice, legăturile chimice, proprietățile elementelor chimice din sistemul periodic și a compușilor formați de aceștia.

## Concepte de bază

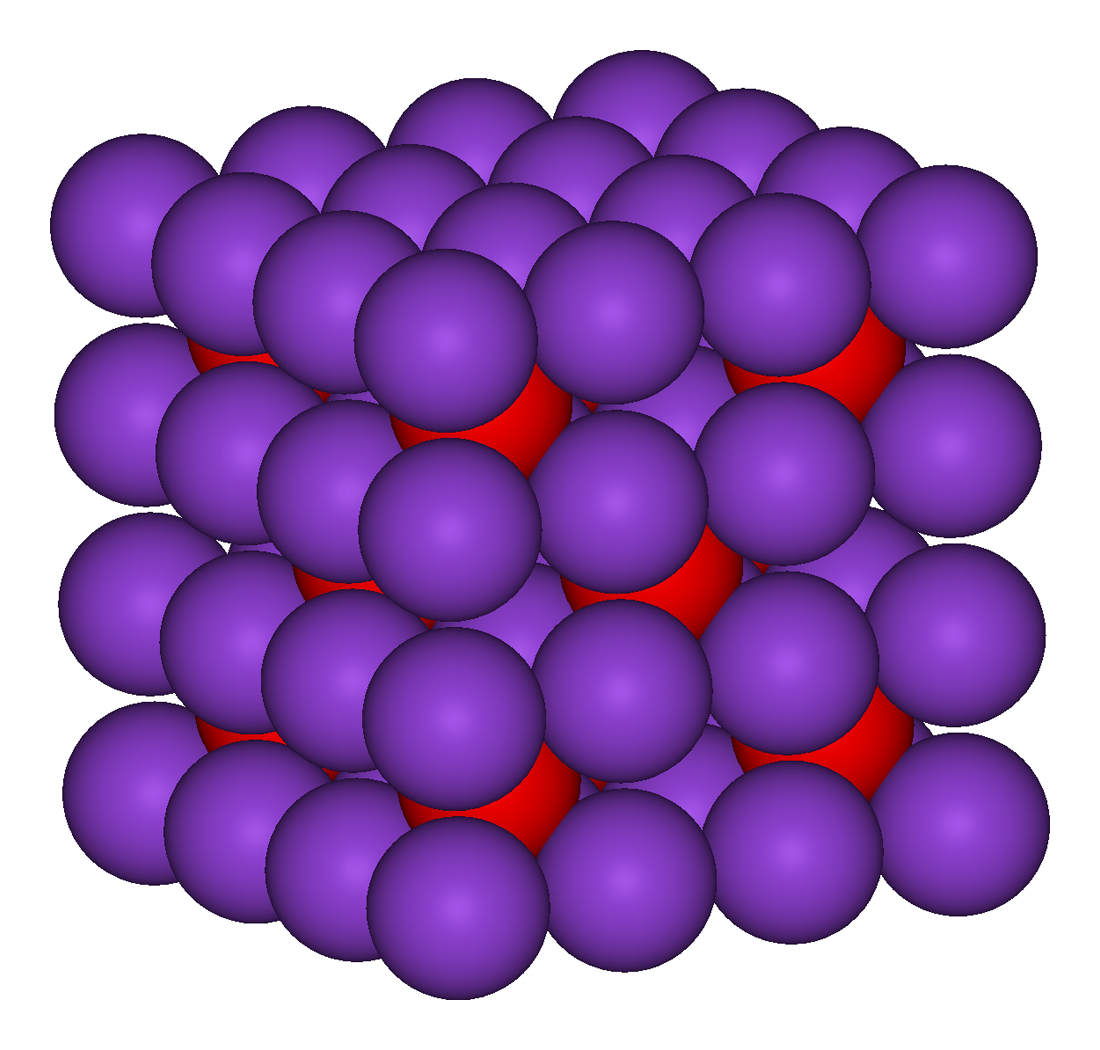
Structura cristalului ionic al oxidului de potasiu, K_{2}O

Mulți compuși anorganici sunt compuși ionici, care sunt formați din cationi și anioni. Un exemplu ar fi sarea numită clorură de magneziu, MgCl2, care este formată din cationi de magneziu Mg2+ și anioni de clor, Cl−. În acești compuși suma sarcinilor electrice este mereu nulă, ei fiind neutrii din punct de vedere electric. Doi parametrii care ajută la descrierea ionilor sunt potențialul de ionizare (pentru cationi) și afinitatea pentru electroni (pentru anioni).
Principalele clase de compuși studiați de chimia anorganică sunt acizii și bazele anorganice, sărurile și oxizii (pot fi oxizi acizi sau bazici). Dintre săruri, cele mai importante sunt sulfații, halogenurile și carbonații. În stare solidă, aceștia au de cele mai multe ori o conductivitate electrică scăzută și au tendința de cristalizare. Solubilitatea în apă compușilor anorganici variază mult, aceștia putând fi foarte solubili (NaCl) sau practic insolubili (SiO2).
În chimia anorganică sunt cunoscute mai multe tipuri de reacții chimice, printre care se numără reacțiile de descompunere, de combinare sau de dublu schimb. Cea din urmă, specifică compușilor anorganici, are loc când se interschimbă doi ioni componenți a două săruri diferite, fără să se modifice stările de oxidare. În reacțiile redox, unul dintre reactanți, numit agent oxidant, își micșorează numărul de oxidare, iar celălalt, numit agent reducător, își mărește numărul de oxidare, ceea ce produce un transfer de electroni. Transferul de electroni poate avea loc și indirect, de exemplu în baterii, un concept-cheie în electrochimie.

## Compuși anorganici
Compușii anorganici sunt răspândiți în natură sub forma mineralelor. Solul conține, de exemplu, sulfuri de fier (cum este pirita) și sulfați de calciu (gipsul). De asemenea, unii compuși anorganici pot fi biomolecule, ca de exemplu electroliți (clorura de sodiu), ca ioni fosfat (în alcătuirea ATPului și a ADN-ului), etc.
Deși chimia organică este numită și „chimia carbonului”, există unii compuși ai carbonului care sunt considerați a fi compuși anorganici:
- grafitul, diamantul și fulerenele
- carbonații și hidrogenocarbonații (numiți și bicarbonați: bicarbonat de sodiu)
- carburile (carbură de calciu)
- acidul cianhidric și cianurile (cianură de potasiu)

## Sinteza anorganică
Deși unele specii anorganice pot fi obținute din surse naturale, majoritatea sunt sintetizate ușor în laborator sau în fabrici. Metodele de sinteză anorganică pot fi clasificare după volatilitatea sau solubilitatea reactanților componenți. Compușii anorganici solubili pot fi preparați folosind metode din sinteza organică.
Primul compus anorganic important sintetizat, prin procedeul Haber, a fost nitratul de amoniu, utilizat ca și fertilizator. Compușii anorganici sunt sintetizați, în majoritate, pentru a fi utilizați ca și catalizatori (oxid de vanadiu (V), clorură de titan (III)) sau pe post de reactivi în chimia organică (hidrura de litiu și aluminiu).